# Belfort
Belfort je mesto in občina v vzhodni francoski regiji Franche-Comté, prefektura istoimenskega departmaja. Leta 2009 je mesto imelo 50.199 prebivalcev.

## Geografija
Mesto leži ob reki Savoureuse v bližini meje z Nemčijo in Švico, na strateško pomembni poti med Renom in Rono, tako imenovanih Burgundskih vratih.

## Administracija
Belfort je sedež petih kantonov:
- Kanton Belfort-Center (del občine Belfort: 10.231 prebivalcev),
- Kanton Belfort-Jug (del občine Belfort: 8.127 prebivalcev),
- Kanton Belfort-Sever (del občine Belfort: 8.329 prebivalcev),
- Kanton Belfort-Vzhod (del občine Belfort: 14.851 prebivalci),
- Kanton Belfort-Zahod (del občine Belfort: 8.808 prebivalcev).

Mesto je prav tako sedež okrožja, v katerega so poleg njegovih vključeni še kantoni Beaucourt, Châtenois-les-Forges, Danjoutin, Delle, Fontaine, Giromagny, Grandvillars, Offemont, Rougemont-le-Château in Valdoie s 141.958 prebivalci.

## Zgodovina
Ozemlje Belforta je bilo za časa rimske Galije naseljeno z galskim plemenom Rauraci.
Ime se prvikrat omenja v sporazumu iz Grandvillarsa leta 1226 kot Beau fort, ozemlje pod pristojnostjo grofov iz Montbéliarda, kateri so mu leta 1307 podelili ustanovno listino. S poroko Jeanette de Montbéliard in Alberta Habsburškega (sredina 14. stoletja) je mesto postalo avstrijsko, po Vestfalskem miru (1648), s katerim se je končala tridesetletna vojna, pa je prešlo k Franciji. Med francosko revolucijo je bilo vključeno v departma Haut-Rhin oz. Alzacijo, kjer je ostalo do francosko-pruske vojne. Po obleganju mesta (3. november 1870-18. februar 1871) in kasnejši pruski aneksiji Lorene in Alzacije je Belfort ostal v francoskih rokah ter oblikoval novoustanovljeni departma Territoire de Belfort. Med drugo svetovno vojno je bil okupiran, osvobojen 22. novembra 1944.

## Zanimivosti
- Belfortska citadela iz druge polovice 17. stoletja, zgrajena po načrtih francoskega vojaškega inženirja in arhitekta Vaubana,
- katedrala sv. Krištofa, grajena v letih 1727-1750 (severni stolp 1845), od 3. novembra 1979 sedež škofije Belfort-Montbéliard, ustanovljene na delu ozemlja Besançonske nadškofije, francoski narodni spomenik od 1930,
- Belfortski lev, delo francoskega arhitekta Bartholdija, v spomin na obleganje mesta 1870,
- Trg republike, spomenik treh obleganj (1813, 1815, 1870)

## Pobratena mesta
- Boumerdes (Alžirija),
- Delémont (Švica),
- Leonberg (Nemčija),
- Mohammedia (Maroko),
- Novi Beograd (Srbija),
- Skikda (Alžirija),
- Stafford (Anglija, Združeno kraljestvo),
- Zaporožje (Ukrajina).